# Фаль Галина Петрівна
Галина Петрівна Фаль (нар. 20 листопада 1944, с. Красноставці, тепер Кам'янець-Подільського району Хмельницької області) — українська радянська діячка, фрезерувальниця Коломийського заводу сільськогосподарських машин Івано-Франківської області. Депутат Верховної Ради УРСР 8-9-го скликань.

## Біографія
Освіта середня.
З 1962 р. — фрезерувальниця Коломийського заводу сільськогосподарських машин Івано-Франківської області.
Член КПРС з 1972 року.
Потім — на пенсії у місті Коломиї Івано-Франківської області.

## Нагороди
- ордени
- медалі